# Snowboarding na Zimowych Igrzyskach Olimpijskich 2014 – snowboard cross kobiet
Snowboard cross kobiet – trzecia z konkurencji rozgrywanych w ramach snowboardingu na Zimowych Igrzyskach Olimpijskich 2014. Zawodniczki o medale olimpijskie rywalizowały 16 lutego na trasie Stadium PSX w Ekstrim-park Roza Chutor położonym w Krasnej Polanie. Tytułu mistrzyni olimpijskiej z Vancouver nie obroniła Kanadyjka Maëlle Ricker, która już odpadła w fazie ćwierćfinałów.

## Terminarz
| Data      | Konkurencja  | Godzina rozpoczęcia | Godzina rozpoczęcia |
| Data      | Konkurencja  | Czas CET            | Czas lokalny        |
| --------- | ------------ | ------------------- | ------------------- |
| 16 lutego | Kwalifikacje | 8:00                | 11:00               |
| 16 lutego | Ćwierćfinał  | 10:15               | 13:15               |
| 16 lutego | Półfinał     | 10:30               | 13:30               |
| 16 lutego | Finał        | 10:40               | 13:40               |

## Tło
| Data                                                                            | Miejscowość                                                                     | Zwycięzca                                                                       | Drugi                                                                           | Trzeci                                                                          | Źródło                                                                          |
| Wyniki snowboard crossu podczas zawodów Pucharu Świata w snowboardzie 2013/2014 | Wyniki snowboard crossu podczas zawodów Pucharu Świata w snowboardzie 2013/2014 | Wyniki snowboard crossu podczas zawodów Pucharu Świata w snowboardzie 2013/2014 | Wyniki snowboard crossu podczas zawodów Pucharu Świata w snowboardzie 2013/2014 | Wyniki snowboard crossu podczas zawodów Pucharu Świata w snowboardzie 2013/2014 | Wyniki snowboard crossu podczas zawodów Pucharu Świata w snowboardzie 2013/2014 |
| ------------------------------------------------------------------------------- | ------------------------------------------------------------------------------- | ------------------------------------------------------------------------------- | ------------------------------------------------------------------------------- | ------------------------------------------------------------------------------- | ------------------------------------------------------------------------------- |
| 7 grudnia                                                                       | Montafon                                                                        | Eva Samková                                                                     | Dominique Maltais                                                               | Helene Olafsen                                                                  | [ 1 ]                                                                           |
| 21 grudnia                                                                      | Lake Louise                                                                     | Lindsey Jacobellis                                                              | Dominique Maltais                                                               | Helene Olafsen                                                                  | [ 2 ]                                                                           |
| 11 stycznia                                                                     | Vallnord-Arinsal                                                                | Dominique Maltais                                                               | Aleksandra Żekowa                                                               | Lindsey Jacobellis                                                              | [ 3 ]                                                                           |
| 12 stycznia                                                                     | Vallnord-Arinsal                                                                | Eva Samková                                                                     | Dominique Maltais                                                               | Lindsey Jacobellis                                                              | [ 4 ]                                                                           |
| Wyniki Snowboardcrossu na Zimowych Igrzyskach Olimpijskich 2010                 |                                                                                 |                                                                                 |                                                                                 |                                                                                 |                                                                                 |
| 16 lutego                                                                       | Vancouver                                                                       | Maëlle Ricker                                                                   | Déborah Anthonioz                                                               | Olivia Nobs                                                                     | [ 5 ]                                                                           |
| Wyniki Snowboardcrossu na mistrzostwach świata 2011                             |                                                                                 |                                                                                 |                                                                                 |                                                                                 |                                                                                 |
| 18 stycznia                                                                     | La Molina                                                                       | Lindsey Jacobellis                                                              | Nelly Moenne-Loccoz                                                             | Dominique Maltais                                                               | [ 6 ]                                                                           |
| Wyniki Snowboardcrossu na mistrzostwach świata 2013                             |                                                                                 |                                                                                 |                                                                                 |                                                                                 |                                                                                 |
| 26 stycznia                                                                     | Stoneham                                                                        | Maëlle Ricker                                                                   | Dominique Maltais                                                               | Helene Olafsen                                                                  | [ 7 ]                                                                           |

## Wyniki

### Kwalifikacje
| 1.  | 5  | Eva Samková           | Czechy            | 1:20,61 |         | 1:20,61 | Q   |     |     |     |     |     |     |     |     |     |     |     |     |     |     |     |     |     |     |     |     |     |
| 2.  | 15 | Lindsey Jacobellis    | Stany Zjednoczone | 1:21,40 |         | 1:21,40 | Q   |     |     |     |     |     |     |     |     |     |     |     |     |     |     |     |     |     |     |     |     |     |
| 3.  | 16 | Dominique Maltais     | Kanada            | 1:22,26 |         | 1:22,26 | Q   |     |     |     |     |     |     |     |     |     |     |     |     |     |     |     |     |     |     |     |     |     |
| 4.  | 11 | Maëlle Ricker         | Kanada            | 1:22,44 |         | 1:22,44 | Q   |     |     |     |     |     |     |     |     |     |     |     |     |     |     |     |     |     |     |     |     |     |
| 5.  | 13 | Charlotte Bankes      | Francja           | 1:23,12 |         | 1:23,12 | Q   |     |     |     |     |     |     |     |     |     |     |     |     |     |     |     |     |     |     |     |     |     |
| 6.  | 14 | Yuka Fujimori         | Japonia           | 1:23,22 |         | 1:23,22 | Q   |     |     |     |     |     |     |     |     |     |     |     |     |     |     |     |     |     |     |     |     |     |
| 7.  | 19 | Belle Brockhoff       | Australia         | 1:23,22 |         | 1:23,22 | Q   |     |     |     |     |     |     |     |     |     |     |     |     |     |     |     |     |     |     |     |     |     |
| 8.  | 10 | Nelly Moenne-Loccoz   | Francja           | 1:23,50 |         | 1:23,50 | Q   |     |     |     |     |     |     |     |     |     |     |     |     |     |     |     |     |     |     |     |     |     |
| 9.  | 2  | Faye Gulini           | Stany Zjednoczone | 1:23,96 |         | 1:23,96 | Q   |     |     |     |     |     |     |     |     |     |     |     |     |     |     |     |     |     |     |     |     |     |
| 10. | 23 | Sandra Daniela Gerber | Szwajcaria        | 1:24,10 |         | 1:24,10 | Q   |     |     |     |     |     |     |     |     |     |     |     |     |     |     |     |     |     |     |     |     |     |
| 11. | 8  | Aleksandra Żekowa     | Bułgaria          | 1:24,29 |         | 1:24,29 | Q   |     |     |     |     |     |     |     |     |     |     |     |     |     |     |     |     |     |     |     |     |     |
| 12. | 18 | Isabel Clark Ribeiro  | Brazylia          | 1:24,31 |         | 1:24,31 | Q   |     |     |     |     |     |     |     |     |     |     |     |     |     |     |     |     |     |     |     |     |     |
| 13. | 12 | Chloé Trespeuch       | Francja           | 1:24,47 | 1:23,43 | 1:23,43 | Q   |     |     |     |     |     |     |     |     |     |     |     |     |     |     |     |     |     |     |     |     |     |
| 14. | 9  | Zoe Gillings          | Wielka Brytania   | 1:24,72 | 1:23,78 | 1:23,78 | Q   |     |     |     |     |     |     |     |     |     |     |     |     |     |     |     |     |     |     |     |     |     |
| 15. | 22 | Torah Bright          | Australia         | 1:25,32 | 1:23,96 | 1:23,96 | Q   |     |     |     |     |     |     |     |     |     |     |     |     |     |     |     |     |     |     |     |     |     |
| 16. | 24 | Déborah Anthonioz     | Francja           | 1:24,78 | 1:24,23 | 1:24,23 | Q   |     |     |     |     |     |     |     |     |     |     |     |     |     |     |     |     |     |     |     |     |     |
| 17. | 21 | Maria Ramberger       | Austria           | 1:24,55 | 1:24,45 | 1:24,45 | Q   |     |     |     |     |     |     |     |     |     |     |     |     |     |     |     |     |     |     |     |     |     |
| 18. | 3  | Michela Moioli        | Włochy            | 1:24,72 | DNS     | 1:24,72 | Q   |     |     |     |     |     |     |     |     |     |     |     |     |     |     |     |     |     |     |     |     |     |
| 19. | 7  | Raffaella Brutto      | Włochy            | 1:25,11 | DNS     | 1:25,11 | Q   |     |     |     |     |     |     |     |     |     |     |     |     |     |     |     |     |     |     |     |     |     |
| 20. | 4  | Simona Meiler         | Szwajcaria        | 1:25,17 | 1:25,47 | 1:25,17 | Q   |     |     |     |     |     |     |     |     |     |     |     |     |     |     |     |     |     |     |     |     |     |
| 21. | 20 | Susanne Moll          | Austria           | 1:25,43 | DSQ     | 1:25,43 | Q   |     |     |     |     |     |     |     |     |     |     |     |     |     |     |     |     |     |     |     |     |     |
| 22. | 17 | Bell Berghuis         | Holandia          | 1:28,19 | 1:28,70 | 1:28,19 | Q   |     |     |     |     |     |     |     |     |     |     |     |     |     |     |     |     |     |     |     |     |     |
|     | 1  | Helene Olafsen        | Norwegia          | DNF     | DNF     | DNF     | DNF | DNF | DNF | DNF | DNF | DNF | DNF | DNF | DNF | DNF | DNF | DNF | DNF | DNF | DNF | DNF | DNF | DNF | DNF | DNF | DNF | DNF |
|     | 6  | Jacqueline Hernandez  | Stany Zjednoczone | DNF     | DNF     | DNF     | DNF | DNF |     |     |     |     |     |     |     |     |     |     |     |     |     |     |     |     |     |     |     |     |

## Runda Eliminacyjna

### Ćwierćfinał
| Pozycja | Nr | Zawodniczka          | Kraj              | Uwagi |
| ------- | -- | -------------------- | ----------------- | ----- |
| 1.      | 5  | Eva Samková          | Czechy            | Q     |
| 2.      | 10 | Nelly Moenne-Loccoz  | Francja           | Q     |
| 3.      | 2  | Faye Gulini          | Stany Zjednoczone | Q     |
| 4.      | 24 | Déborah Anthonioz    | Francja           |       |
| 5.      | 21 | Maria Ramberger      | Austria           |       |
|         | 6  | Jacqueline Hernandez | Stany Zjednoczone | DNS   |

| Pozycja | Nr | Zawodniczka       | Kraj            | Uwagi |
| ------- | -- | ----------------- | --------------- | ----- |
| 1.      | 16 | Dominique Maltais | Kanada          | Q     |
| 2.      | 8  | Aleksandra Żekowa | Bułgaria        | Q     |
| 3.      | 9  | Zoe Gillings      | Wielka Brytania | Q     |
| 4.      | 7  | Raffaella Brutto  | Włochy          |       |
| 5.      | 17 | Bell Berghuis     | Holandia        |       |
| 6.      | 14 | Yuka Fujimori     | Japonia         |       |

| Pozycja | Nr | Zawodniczka          | Kraj       | Uwagi |
| ------- | -- | -------------------- | ---------- | ----- |
| 1.      | 12 | Chloé Trespeuch      | Francja    | Q     |
| 2.      | 4  | Simona Meiler        | Szwajcaria | Q     |
| 3.      | 20 | Susanne Moll         | Austria    | Q     |
| 4.      | 18 | Isabel Clark Ribeiro | Brazylia   |       |
| 5.      | 13 | Charlotte Bankes     | Francja    |       |
|         | 11 | Maëlle Ricker        | Kanada     | DNF   |

| Pozycja | Nr | Zawodniczka           | Kraj              | Uwagi |
| ------- | -- | --------------------- | ----------------- | ----- |
| 1.      | 15 | Lindsey Jacobellis    | Stany Zjednoczone | Q     |
| 2.      | 3  | Michela Moioli        | Włochy            | Q     |
| 3.      | 19 | Belle Brockhoff       | Australia         | Q     |
| 4.      | 23 | Sandra Daniela Gerber | Szwajcaria        |       |
| 5.      | 22 | Torah Bright          | Australia         |       |
|         | 1  | Helene Olafsen        | Norwegia          | DNS   |

### 1/2 Finału
| Pozycja | Nr | Zawodniczka         | Kraj              | Uwagi |
| ------- | -- | ------------------- | ----------------- | ----- |
| 1.      | 5  | Eva Samková         | Czechy            | QF    |
| 2.      | 12 | Chloé Trespeuch     | Francja           | QF    |
| 3.      | 2  | Faye Gulini         | Stany Zjednoczone | QF    |
| 4.      | 10 | Nelly Moenne-Loccoz | Francja           | QSF   |
|         | 20 | Susanne Moll        | Austria           | QSF   |
|         | 4  | Simona Meiler       | Szwajcaria        | QSF   |

| Pozycja | Nr | Zawodniczka        | Kraj              | Uwagi |
| ------- | -- | ------------------ | ----------------- | ----- |
| 1.      | 16 | Dominique Maltais  | Kanada            | QF    |
| 2.      | 8  | Aleksandra Żekowa  | Bułgaria          | QF    |
| 3.      | 3  | Michela Moioli     | Włochy            | QF    |
| 4.      | 9  | Zoe Gillings       | Wielka Brytania   | QSF   |
| 5.      | 19 | Belle Brockhoff    | Australia         | QSF   |
| 6.      | 15 | Lindsey Jacobellis | Stany Zjednoczone | QSF   |

### Finał
Mały Finał
| Pozycja | Nr | Zawodniczka         | Kraj              |
| ------- | -- | ------------------- | ----------------- |
| 7.      | 15 | Lindsey Jacobellis  | Stany Zjednoczone |
| 8.      | 19 | Belle Brockhoff     | Australia         |
| 9.      | 9  | Zoe Gillings        | Wielka Brytania   |
| 10.     | 4  | Simona Meiler       | Szwajcaria        |
| 11.     | 10 | Nelly Moenne-Loccoz | Francja           |
| 12.     | 20 | Susanne Moll        | Austria           |

Finał
| Pozycja | Nr | Zawodniczka       | Kraj              |
| ------- | -- | ----------------- | ----------------- |
| 01 !    | 5  | Eva Samková       | Czechy            |
| 02 !    | 16 | Dominique Maltais | Kanada            |
| 03 !    | 12 | Chloé Trespeuch   | Francja           |
| 4.      | 2  | Faye Gulini       | Stany Zjednoczone |
| 5.      | 8  | Aleksandra Żekowa | Bułgaria          |
| 6.      | 3  | Michela Moioli    | Włochy            |